# HMS Kingston (1697)
Pour les autres navires du même nom, voir HMS Kingston.
Le  HMS Kingston est un vaisseau de ligne de quatrième rang de 60 canons, construit pour la Royal Navy par l'architecte naval Frame aux chantiers de Hull et lancé le 13 mars 1697. 

## Description
Initialement construit à Hull et lancé en 1697, le Kingston est reconstruit suivant les normes navales britanniques de 1706 (en) par les chantiers navals de Portsmouth ; il est relancé le 9 mai 1719. 
Il est reconstruit une seconde fois, selon les normes navales britanniques de 1719 (en) à Plymouth et remis à l'eau le 8 octobre 1740.

## Histoire

### Guerre de Succession d'Espagne (1701 - 1714)
En août 1704 le Kingston, sous le commandement d'Edward Acton (en),  prend part à la prise de Gibraltar au sein des forces anglo-néerlandaises de la Ligue d'Augsbourg pendant la guerre de Succession d'Espagne. Il est également présent durant la bataille de Vélez-Málaga, le 24 août.
Le 22 août 1711 il fait partie de l'expédition Walker, tentative britannique, menée par l'amiral Hovenden Walker, pour attaquer la ville de Québec en 1711, lors de la Deuxième Guerre intercoloniale.

### Guerre de Succession d'Autriche (1740 - 1748)
Le navire participe à la bataille du cap Sicié le 22 février 1744, victoire navale franco-espagnole sur la Marine britannique.

### Guerre de Sept Ans (1756 - 1763)
Durant la guerre de Sept Ans, le navire fait partie de l'escadre de l'admiral John Byng envoyée délivrer Port Mahon en 1756, assiégée par les Français débarqués à Minorque, l'une des îles Baléares. L'escadre quitte l'Angleterre le 10 avril. Elle arrive le 2 mai à Gibraltar, d'où elle repart le 8 mai. Elle arrive en vue de Port Mahon le 19 mai, la veille de la bataille de Minorque. Le 14 mai, Byng donne l'ordre de retourner sur Gibraltar, abandonnant Minorque à son destin.
En 1757, le Kingston, au sein de l'escadre de l'admiral Francis Holburne qui quitte l'Irlande le 5 mai, vogue vers Louisbourg au Canada, sur la côte est de l’île du Cap-Breton. Le 10 juillet, toute l'escadre est réunie au large d'Halifax. La flotte d'Holburne demeure ensuite devant Louisbourg jusqu'à ce qu'une tempête la disperse le 25 septembre. Ordre est alors donné de rejoindre l'Angleterre, compte tenu du mauvais état de l’escadre. Le Kingston prend part à la victoire britannique de la bataille des Cardinaux, le 20 novembre 1759, commandé par James Shirley.

### Lord Clive
Le navire est vendu à des corsaires liés à la Compagnie britannique des Indes orientales le 14 janvier 1762 et rebaptisé Lord Clive.
Durant la guerre hispano-portugaise de 1762-1763, un groupe de corsaires croisant sur les côtes portugaises, organise un raid sur Buenos Aires et Montevideo.
Une escadre est placée sous les ordres de Robert McNamara de la Compagnie britannique des Indes orientales ; elle est composée de Lord Clive (60 canons), de l'Ambuscade (40 canons), de deux vaisseaux portugais dont l'un, la frégate Gloria de 38 canons, transporte 500 fantassins, et de cinq navires de ravitaillement.
Le 2 novembre 1762 l'escadre quitte Rio de Janeiro pour se diriger vers le Río de la Plata, mais doit bientôt abandonner son projet car les Espagnols des deux villes cibles sont pleinement préparés à les recevoir.
Le 6 janvier 1763, McNamara décide d'attaquer Colonia del Sacramento en Uruguay et de la reprendre aux Espagnols. Le Lord Clive, l'Ambuscade et les deux navires portugais mettent l'ancre devant la ville et commencent à la bombarder. Celle-ci résiste de manière inattendue grâce à une batterie de canons, tant et si bien qu'après trois heures d'échanges nourris de canonnades le feu se déclare à bord du Lord Clive. L'incendie s'étend et gagne le magasin à poudre. Le navire explose, causant la mort de 272 hommes, y compris le capitaine McNamara. Le HMS Ambuscade et le Gloria, étant fortement endommagés, doivent rompre le combat à leur tour.